# Курбангалєєва-Сафіулліна Суфія Шарафуллівна
Суфія Шарафулловна Курбангалєєва (Сафіулліна) (башк. Суфія Шәрәфулла ҡыҙы Ҡорбанғәлиева (Сәфиуллина); нар. 13 лютого 1949, с. Байгузіно Макарівський район, Башкирської АРСР, нині Ішимбайського району Республіки Башкортостан) — башкирська акторка, викладач вищої школи, перекладач на башкирську мову. Працює у Башкирському академічному театрі драми імені М. Гафурі (з 1973 р.). Народний артист Республіки Башкортостан, заслужений артист РФ та Республіки Башкортостан.
Доцент в Уфимської державної академії мистецтв імені Загіра Ісмагілова. На кафедрі режисури та майстерності актора працює з 20 вересня 1989 року.
Автор багатьох наукових праць, навчально-методичних посібників. Нею перекладені на башкирську мову оповідання Чехова.

## Освіта
- 1967 р. — БРГИ № 2 (Ішимбай) (10 «Б» клас)[4]
- 1973 р. — театральний факультет Уфимського державного інституту мистецтв, нині Уфимська державна академія мистецтв імені Загіра Ісмагілова) (кл. проф. Г. Г. Гілязєва)[5] (клас видатних діячів театру — професорів Габдулли Гілязєва і Фардуни Касимової)[3].

## Репертуар
Саллі («Чужа зірка» Х. Вуолійокі), Заліфа («Обітниця» З.Біїшева), Харісова («Тринадцятий голова» А. Абдуллін), Іріда («Не кидай вогню, Прометею!» М. Карім), Зульфія («Свояки» І. Абдуллін), Гульфіна («Колискова» Т. Міннуллін), Асія («Стіл на чотирьох» Н. Гаїтбаєв), Наташа («Три сестри» А. Чехов), Домна Пантеліївна («Таланти і шанувальники» А. Островський), Корнелія («Великодушний рогоносець» Ф. Кроммелінк), Астра («Кожен шукає любові» Д. Нормет) та ін.

## Учні
Лауреати Державної республіканської молодіжної премії імені Ш. Бабича — Аміров А., Зіганшин А., Комкова Р., Халілов А. Дипломанти: регіональних конкурсів — Бахтієва А., Камалов В., Мухаметдінов Г., Магадєєв Р., Ахметшина А.; республіканського — Галіна А., Гафаров А., Саїтова М.

## Трівія
Коли приїжджала з театральною трупою на батьківщину, в Ішимбай, то на виставу спеціально приходили її однокласниці.
Наказом Мінкультури Республіки Башкортостан від 09.06.2010 N 147 «Про проведення Республіканського конкурсу фольклорного свята „Салауат йыйыны“ в рамках Днів Салавата Юлаєва, Третього Всесвітнього курултаю башкирів в Ішимбайському районі» входила у склад журі конкурсу «Сая кыззар».